# Medaillenspiegel der Olympischen Sommerspiele 1960
Diese Tabelle zeigt den Medaillenspiegel der Olympischen Sommerspiele 1960 in Rom. Die Platzierungen sind nach der Anzahl der gewonnenen Goldmedaillen sortiert, gefolgt von der Anzahl der Silber- und Bronzemedaillen. Weisen zwei oder mehr Länder eine identische Medaillenbilanz auf, werden sie alphabetisch geordnet auf dem gleichen Rang geführt. Dies entspricht dem System, das vom Internationalen Olympischen Komitee (IOC) verwendet wird.
44 der 83 teilnehmenden Nationen gewannen in einem der 150 ausgetragenen Wettbewerbe mindestens eine Medaille. Von diesen gewannen 23 mindestens eine Goldmedaille.

## Medaillenspiegel
| Platz | Mannschaft                          | Gold | Silber | Bronze | Gesamt |
| ----- | ----------------------------------- | ---- | ------ | ------ | ------ |
| 01    | Sowjetunion (URS)                   | 43   | 29     | 31     | 103    |
| 02    | Vereinigte Staaten (USA)            | 34   | 21     | 16     | 71     |
| 03    | Italien (ITA)                       | 13   | 10     | 13     | 36     |
| 04    | Gesamtdeutsche Mannschaft (EUA)     | 12   | 19     | 11     | 42     |
| 05    | Australien (AUS)                    | 8    | 8      | 6      | 22     |
| 06    | Türkei (TUR)                        | 7    | 2      | —      | 9      |
| 07    | Ungarn (HUN)                        | 6    | 8      | 7      | 21     |
| 08    | Japan (JPN)                         | 4    | 7      | 7      | 18     |
| 09    | Polen (POL)                         | 4    | 6      | 11     | 21     |
| 10    | Tschechoslowakei (TCH)              | 3    | 2      | 3      | 8      |
| 11    | Rumänien (ROU)                      | 3    | 1      | 6      | 10     |
| 12    | Großbritannien (GBR)                | 2    | 6      | 12     | 20     |
| 13    | Dänemark (DEN)                      | 2    | 3      | 1      | 6      |
| 14    | Neuseeland (NZL)                    | 2    | —      | 1      | 3      |
| 15    | Bulgarien (BUL)                     | 1    | 3      | 3      | 7      |
| 16    | Schweden (SWE)                      | 1    | 2      | 3      | 6      |
| 17    | Finnland (FIN)                      | 1    | 1      | 3      | 5      |
| 18    | Jugoslawien (YUG)                   | 1    | 1      | —      | 2      |
| 0     | Österreich (AUT)                    | 1    | 1      | —      | 2      |
| 20    | Pakistan (PAK)                      | 1    | —      | 1      | 2      |
| 21    | Äthiopien (ETH)                     | 1    | —      | —      | 1      |
| 0     | Griechenland (GRE)                  | 1    | —      | —      | 1      |
| 0     | Norwegen (NOR)                      | 1    | —      | —      | 1      |
| 24    | Schweiz (SUI)                       | —    | 3      | 3      | 6      |
| 25    | Frankreich (FRA)                    | —    | 2      | 3      | 5      |
| 26    | Belgien (BEL)                       | —    | 2      | 2      | 4      |
| 27    | Iran (IRI)                          | —    | 1      | 3      | 4      |
| 28    | Niederlande (NED)                   | —    | 1      | 2      | 3      |
| 0     | Südafrikanische Union (RSA)         | —    | 1      | 2      | 3      |
| 30    | Vereinigte Arabische Republik (UAR) | —    | 1      | 1      | 2      |
| 0     | Argentinien (ARG)                   | —    | 1      | 1      | 2      |
| 32    | Ghana (GHA)                         | —    | 1      | —      | 1      |
| 0     | Indien (IND)                        | —    | 1      | —      | 1      |
| 0     | Kanada (CAN)                        | —    | 1      | —      | 1      |
| 0     | Marokko (MAR)                       | —    | 1      | —      | 1      |
| 0     | Portugal (POR)                      | —    | 1      | —      | 1      |
| 0     | Republik China (TPE)                | —    | 1      | —      | 1      |
| 0     | Singapur (SIN)                      | —    | 1      | —      | 1      |
| 39    | Brasilien (BRA)                     | —    | —      | 2      | 2      |
| 0     | Westindische Föderation (BWI)       | —    | —      | 2      | 2      |
| 41    | Irak (IRQ)                          | —    | —      | 1      | 1      |
| 0     | Mexiko (MEX)                        | —    | —      | 1      | 1      |
| 0     | Spanien (ESP)                       | —    | —      | 1      | 1      |
| 0     | Venezuela (VEN)                     | —    | —      | 1      | 1      |
|       | Gesamt                              | 152  | 149    | 160    | 461    |